# Angelo Conti (scultore)
Angelo Conti (Ferrara, 1812 – Ferrara, 30 settembre 1876) è stato uno scultore e paleontologo italiano.

## Biografia

### Formazione
Figlio del poeta ed erudito Filippo, si formò all'Accademia di belle arti di Bologna sotto Giacomo De Maria. Trasferitosi a Roma nel 1827, fu dapprima iscritto alle scuole del Campidoglio, poi all'Accademia di San Luca, dove venne premiato negli anni 1827, 1828, 1829 e 1830, frequentando anche gli studi di Bertel Thorvaldsen e di Minardi (1828-1831). Tornato a Ferrara nei primi giorni del 1831 per consegnare alla Magistratura un busto di Ludovico Ariosto, ripartì per Roma già in aprile; rientrò a Ferrara nel '35 per donare al Gonfaloniere due busti in gesso raffiguranti Benvenuto Tisi da Garofalo, al quale dedicherà anche un bassorilievo all'ennesimo rientro romano. Nel 1840 disegnò i monumenti a Battista Guarini e a Vincenzo Navarra. Il 1852 lo vide lavorare nello studio di Camillo Torregiani a Ferrara e iniziare a Roma la sua attività di paleontologo. Tornato nuovamente a Roma nel 1853, eseguì i busti di Lorenzo de' Medici (trasformato da quello Giovanni dalle Bande Nere) e Stesicoro (1860) entrambi per la Salita del Pincio, per la quale restaurò cinque busti danneggiati da un vandalo, che li aveva privati del naso. Il suo studio era posto in via Sistina n. 75C.

### Ritorno a Ferrara
Rimpatriato definitivamente nella primavera del 1869, trovò momentaneamente accoglienza nello studio di Gaetano Davia: versando in difficoltà economiche richiese sussidi per mantenere la sua numerosa famiglia, proponendo ai consiglieri ferraresi di acquistare le sue opere Paride in atto di uccidere Achille e l'allegoria della Notte, facente parte di un gruppo di cinque opere che l'autore si era portato a Roma. Ad acquisto avvenuto, Conti donò al Comune la sua collezione di fossili d'epoca pliocenica derivante da Monte Mario completando la donazione nel '71. Il Comune, l'anno seguente, in cambio di altri oggetti inviò parte della collezione al Gabinetto mineralogico di Vienna. Come acquisto, venne scelta da Giovanni Pividor la Notte essendo Paride troppo costoso e Saffo non disponibile. L'allegoria risulta consegnata nel settembre 1869 e posizionata appena dopo da Giovanni Fei, custode della Pinacoteca municipale ed inviata da Pividor al I° Congresso Artistico di Parma.. Di recente una sua figura marmorea di arciere, datata 1864, è approdata sul mercato antiquario veronese

### L'insegnamento
Fu insegnante di Scultura al Civico Ateneo dal novembre 1869 sino alla morte (gli succedette Luigi Legnani dopo l'abbandono di Luigi Bolognesi, partito definitivamente per Roma). A fine ottobre dello stesso anno il primo cittadino Trotti ringraziava Conti e lo informava di esser stato nominato professore di scultura, inviando nel mese successivo, a lui ed ai colleghi, una missiva con le norme da seguire per regolare le ammissioni ai corsi. Nello stesso mese, fu avanzata la proposta di arredare alcuni ambienti della sede della scuola, Palazzo dei Diamanti, con modelli allora in deposito realizzati da Giuseppe Ferrari, predecessore di Conti. Successivamente (26 marzo 1870), in qualità di membro della Commissione di Belle Arti (mentre è testimoniato all'Esposizione nazionale di Parma) Conti partecipò alle discussioni relative al nuovo ordinamento da applicare sia alla scuola da lui diretta che in quelle di Ornato, Elementi di Architettura, Prospettiva, Figura, Nudo, Anatomia, Pittura ad olio e Composizione, modifiche approvate ad aprile e divulgate in opuscoli stampati dalla Tipografia dell'Eridano.
L'11 ottobre 1870, Conti chiese a Trotti un aumento di stipendio (all'epoca di 100 lire, 75 come da contratto e 25 ad esso donate da benefattori), respinto dai consiglieri per mancanza di fondi (delibera del 7 febbraio 1871). Il giorno successivo, a seguito della morte del professore di Anatomia Massimiliano Lodi, venne modificato il regolamento scolastico dell'anno precedente assegnando a Conti anche i corsi di Nudo, disciplina che l'insegnante reputava fondamentale per il buon apprendimento della materia scultorea. In risposta, Conti scrisse una relazione citando i progressi degli allievi frequentanti il proprio corso: Olinto Martinelli, Luigi Legnani, Luigi Bolognesi, Amilcare Baarlam, Pietro Boldini, Antonio Giereme ed Ernesto Maldarelli. A fronte del buon rendimento e condotta degli allievi, l'insegnante veniva segnalato per diverse cattive abitudini (si rinchiudeva nello studio senza seguire gli allievi durante le lezioni, cuoceva il cibo nelle stanze didattiche danneggiando muri, attrezzi ed opere) tanto da essere ripreso dal primo cittadino. Da poco concluso il Monumento Poletti, considerandosi invece un docente irreprensibile visti i successi accademici dei propri allievi, Conti richiese al sostituto del sindaco un certificato ufficiale in cui risultassero formalmente sia le sue doti accademiche che di professionista, ottenendolo il 10 novembre. I dissapori con la Commissione di Belle Arti si manifestarono all'inizio del 1873, quando l'insegnante si dimise a febbraio (per la seconda volta), a causa di un provvedimento comunale che, al fine di limitare i danni causati dai vandali nelle sale contenenti i capolavori della scuola, impediva al Conti di usare un'abusiva comunicazione tra la scuola e la strada. Il presidente Gerolamo Scutellari approvò le dimissioni senza però chiudere la scuola, per non penalizzare gli otto studenti frequentanti e per non far diminuire il numero di scultori ai quali commissionare opere per la Certosa, nonché per evitare di interrompere la fruizione della scuola, basata sulla disposizione testamentaria del defunto scultore Vidoni. Nel marzo 1873 venne nominato Ambrogio Zuffi, già allievo di Giuseppe Ferrari, come sostituto sino alla fine dell'anno accademico, mentre nell'autunno dell'anno prima era stato pubblicato un nuovo ordinamento scolastico (stampato dalla Tipografia Taddei). In aprile, Conti comunicò a Scutellari il desiderio di riprendere la cattedra almeno fino a giugno; questi informò il sindaco sollecitandolo a liquidare Conti il prima possibile e a sostituirlo col vincitore del futuro concorso. Informato lo scultore che non sarebbe stato più di ruolo dopo la fine dell'anno accademico, ad inizio giugno Conti replicava che, avendo ottenuto la commissione per l'esecuzione di un nuovo monumento, non aveva più la necessità di abbandonare l'insegnamento per cercare altrove un lavoro maggiormente redditizio e, quindi, non avrebbe voluto abbandonare la cattedra, avanzando al contempo altre richieste utili ai fini didattici nella scuola. In risposta, si vide riprendere nuovamente a causa delle continue lamentele inoltrate alla Giunta e per i suoi comportamenti inadeguati, segnalati anche durante il successivo periodo estivo, tra cui ulteriori violazioni al regolamento e insulti al collega Giordani, fatti che furono argomento di una denuncia al sindaco nell'ottobre '73.
Nel novembre dell'anno successivo, Conti fu di nuovo al centro di polemiche per aver ripreso troppo severamente l'allievo Legnani, uno degli studenti poi superstiti a seguito delle difficoltà in cui versava la scuola, assieme a Maldarelli, il napoletano Vincenzo Certo (futuro genero di Gaetano Davia), Giulia Davia (futura sposa di Certo), Fei, Bolognesi ed Emanuele, fratello di Giulia. Nuove polemiche furono sollevate nel 1875 dall'insegnante a fronte di stanziamenti elargiti dal Comune per spese che riteneva ingiuste e contro l'attività didattica di Giovanni Pagliarini che nel frattempo era stato nominato insegnante alla Scuola di Pittura; a settembre, la Commissione di Belle Arti richiese al Comune la messa a riposo dello scultore, caldeggiata anche dai pochi allievi rimasti a frequentare i suoi corsi, oltretutto ignorati negli insegnamenti da parte di Conti. Il pessimo carattere e la negativa condotta portarono il Comune a prendere urgenti provvedimenti riguardanti il declino in cui versava la sezione da lui diretta.
Il 26 settembre 1876, la moglie Angela Silvani si rivolse al sindaco chiedendo fosse decurtata dallo stipendio del marito la spesa mensile di 60 lire dovuta per il suo ricovero all'Arcispedale Sant'Anna; il seguente 30 settembre lo scultore morì in stato di assoluta povertà. Durante le esequie, avvenute il 2 ottobre nel tempio di San Cristoforo in presenza di colleghi scultori, amici ed allievi, venne lodato da due di quest'ultimi in una breve ma toccante orazione. Il 9 agosto 1878 i suoi resti vennero trasferiti da un campo comune ad una posta disponibile tra i colombari Casazza e Bonaccioli, sempre in Certosa.

## Altre esposizioni
Oltre a partecipare a diverse rassegne della Tisi espose nel 1857 a Roma Donna velata nell'harem alla mostra annuale della Società degli amatori e cultori delle belle arti.

## Lo stile
Conti si può includere nella schiera di scultori che fino ben oltre la metà dell'Ottocento risultano essere esecutori di opere di piccolo e medio formato (nel caso di Conti, la sua Notte, opera di grande qualità pur non avendo avuto in origine una precisa committenza e quindi destinata al mercato) rivolte al commercio internazionale piuttosto che alla realizzazione di monumenti ed opere a carattere funerario. Quest'opera, nel suo impianto compositivo e nella levigata bellezza del volto priva di ogni senso naturalistico, riporta all'ascendenza esercitata da Thorvaldsen sul ferrarese, che amava dichiararsi suo allievo, nonostante nella lettera di Ferrari a Tenerani si ascrivesse la sua formazione più a Francesco Massimiliano Laboureur) (1767-1831) e Adamo Tadolini. Dettata dall'ammirazione del danese è anche l'individuazione del soggetto richiamante gli ammirati e molto replicati tondi de Il giorno e La notte, per quanto abbia scelto l'insolito pipistrello, forse di indole più romantica rispetto alla consueta civetta. L'artista era sicuramente consapevole della propria qualità artistica, denotata anche dal virtuosismo messo in atto nella resa del leggerissimo velo. che rimanda ad opere celebri quali il Cristo velato e la Pudicizia, entrambe nella Cappella Sansevero.

## Interessi scientifici
Durante il periodo romano, oltre all'attività di scultore, Conti coltivò un forte interesse per le scienze naturali ed in particolare per i fossili di Monte Mario, seppur senza avere una formazione specifica, arrivando ad accumulare una collezione di circa 20.000 pezzi già nel '64. Sotto la guida dello zoologo Temistocle Metaxà dal 1852, eseguì ricognizioni a Monte Mario: frequentando sia la biblioteca di Metaxà che quelle di altri collezionisti (tra cui i fratelli Rigacci, commercianti romani) col tempo si trasformò progressivamente da collezionista ad esperto delle faune di Monte Mario, giungendo a produrre diverse pubblicazioni dal 1864, dove descrisse diverse specie nuove, mentre in quella del '66 segnalò la presenza di pteropodi nelle marne del monte. Fu socio di diverse accademie scientifiche e di fatto fu l'unico donatore ottocentesco del Museo di Storia Naturale ad avere competenze scientifiche. Seppur successivamente smembrata a seguito di scambi con altri istituti, la Collezione Conti, poi in parte ricostruita, rimane tra le principali del fondo storico del museo ferrarese. Nel 2015 risultava distribuita in quattro nuclei principali:
- Museo Civico di Storia Naturale, circa 10500 reperti, in cui il numero approssimativo è dovuto alla presenza di microfaune, di cui Conti fu il primo studioso, come fu riconosciuto da G. Terrigi (Fauna Vaticana e foraminiferi delle sabbie gialle nel plioceno subappennino superiore, Atti dell'Accademia Pontificia de' Nuovi Lincei, 33, 1880)
- Museo di Paleontologia dell'Università La Sapienza di Roma
- Museo di Storia Naturale dell'Università di Firenze, acquisto del 1867, circa 200 reperti
- Naturhistorisches Museum di Vienna, 404 specie, numero imprecisato di reperti, presumibilmente comparabile coi 3374 del Miocene del bacino di Vienna spediti dal Gabinetto Mineralogico di Vienna in cambio di parte della Collezione Conti.

Nonostante Conti dichiarasse di non aver mai venduto i propri reperti, successivamente furono trovati documenti che riprovano sia acquisti che vendite oltre ai nuclei donati nonché il declino dei rapporti tra lo scultore e l'allora direttore del museo ferrarese, Galdino Gardini (1822-1907).
Nell'opera Fauna malacologica mariana, (1907-1916), Serafino Cerulli-Irelli ebbe parole di grande apprezzamento verso il ferrarese.

### Pubblicazioni
- Il Monte Mario ed i suoi fossili subappennini, 1864, Tipografia Cesaretti, Roma, 57 pagine.
- Il Monte Mario ed i suoi fossili subappennini, 1871, Tipografia Bresciani, Ferrara, edizione ampliata, 64 pagine.
- Scoperta di nuovi pteropodi fossili nella base marnosa del Monte Mario, Bollettino Universale della Corrispondenza Scientifica di Roma per l'avanzamento delle scienze, 1866.

L'edizione del '71 fu pubblicata da Galdini col titolo Catalogo Generale del Museo di Storia Naturale della Libera Università di Ferrara, Sezione di Paleontologia appena dopo la pubblicazione della seconda edizione di Conti, estraendone uno stralcio ed utilizzando la stessa matrice di stampa rimpaginata.

## Opere
Oltre a quelle già citate:
- L'Allegoria della Notte (detta anche solo La Notte), 1861, marmo,[6][17] Galleria d'Arte Moderna di Palazzo Massari dove sono anche conservati alcuni suoi busti eseguiti sempre in marmo[3]
- Busto di S. M. Vittorio Emanuele, marmo di Carrara[1][17]
- Busto del generale Giuseppe Garibaldi[1][17]
- Busto di Ludovico Ariosto, collocato nel 1875, Ferrara, Liceo Ariosto[6][18]
- Busto di Pietro Recchi[8]
- Busto dell'avvocato Lorenzo Leati[19]
- Medaglione di Teodoro Bonati[8]
- Medaglione di Garofalo[8]
- Testa di Saffo[8]

In Certosa fu autore di monumenti funerari fra cui quello dedicato a Benvenuto Tisi da Garofalo (1838 nel Famedio):
- Bassorilievi nel Famedio della Certosa
- Bassorilievi nel Pantheon in onore di Antonio Campana, 1832,[1], Garofalo e Lionello Poletti, 1869/1872[1][8]
- Tomba Pasetti, 1869/70[1]
- Tomba Gambari, 1869/70[1]
- Tomba Guerra, 1871[1]
- Lunette con episodi biblici, scagliola, Cappella Gulinelli[1][8]
- Emma Mosti Giglioli ed una Madonna, Cella Mosti[1][8]
- Monumento Zatti[8]
- Sepolcro Santini, con Camillo Torregiani, 1850[1][8]